# La Thorillière (Schauspieler, 1697)
Anne Maurice Le Noir (* 1697; † 23. Oktober 1759 in Paris), bekannt als La Thorillière, war ein französischer Schauspieler.

## Biographie
Anne Maurice Le Noir wurde als Sohn und Enkel der Schauspieler Pierre Le Noir und François Le Noir, die ebenfalls den Künstlernamen La Thorillière trugen, geboren.
Die ersten Auftritte in der Comédie-Française absolvierte er 1722. Er spielte, trotz eines Sprachfehlers, sowohl in Tragödien als auch in Komödien, hatte aber keinen Erfolg, wurde sogar ausgebuht und konnte sich zuerst nur dank seines Vaters halten. Erst in einem Mantel- und Degenstück, das früher Duchemin gespielt hatte, konnte er überzeugen. So konnte er sich im Laufe der Zeit einen gewissen Ruf erarbeiten und seine Kritiker verstummten. Trotzdem schrieb Volaire 1758 in einem Brief an eine Freundin, La Thorillière sei das Gegenteil von komisch.
Er spielte oft dieselben Rollen wie sein Vater, jedoch ins Lächerliche gezogen, und kreierte dadurch bizarre Charaktere.
Le Noir war zwei Mal verheiratet. Nach dem Tod seiner ersten Frau Elisabeth Vauvel heiratete er 1756 Marie-Marguerite Langlois ein Hausmädchen der Familie Blainville.
In seinem Sterbejahr, 1759, nahm er seinen Abschied von der Bühne und erhielt eine Rente von 1500 Livre.